# Ōtsuchi (Iwate)
Ōtsuchi (大槌町 Ōtsuchi-chō?) es un pueblo localizado en la prefectura de Iwate, Japón. En octubre de 2018 tenía una población de 11.297 habitantes y una densidad de población de 56,4 personas por km². Su área total es de 200,42 km².
Desde 1973 la Universidad de Tokio ha mantenido un laboratorio de investigación marina en Ōtsuchi. Ahora se llama Centro de Investigación Internacional de Costas y es administrado por el Instituto de Investigación de la Atmósfera y el Océano.
El 11 de marzo de 2011, la ciudad fue devastada por el terremoto de marzo de 2011. El puerto y las zonas bajas sufrieron cuantiosos daños debidos al tsunami. Gran parte de las zonas altas de la ciudad se salvaron del tsunami, aunque fueron dañadas por el terremoto y sus numerosas réplicas.

## Geografía

### Municipios circundantes
- Prefectura de Iwate
  - Miyako
  - Tōno
  - Kamaishi
  - Yamada

## Demografía
Según datos del censo japonés, la población de Ōtsuchi ha disminuido en los últimos años.
| Año del censo | Población |
| ------------- | --------- |
| 1995          | 18.301    |
| 2000          | 17.480    |
| 2005          | 16.516    |
| 2010          | 15.276    |
| 2015          | 11.759    |